# Screen Holdings
K.K. Screen Holdings (japanisch 株式会社SCREENホールディングス Kabushiki-gaisha SCREEN Hōrudingusu, englisch SCREEN Holdings Co., Ltd., kurz Screen) ist ein japanisches Anlagenbauunternehmen für die Halbleiter- und Elektronikindustrie mit Hauptsitz in Kyoto. Die gefertigten Anlagen werden unter anderem bei der Herstellung von Halbleiterprodukten, Flachbildschirmen, Speichermedien (z. B. Optical Discs) und in der Präzisionstechnik eingesetzt. Weiterhin stellt Screen Inkjet-Digitaldruckmaschinen her.
Das Unternehmen wurde am 11. Oktober 1943 unter dem Namen Dainippon Screen Seizō K.K. (大日本スクリーン製造株式会社; DNS) in der japanischen Stadt Kyoto gegründet. Am 1. Oktober 2014 erfolgte die Umfirmierung zu Screen Holdings.
Screen ist mit mehreren Standorten in Japan vertreten, dazu zählen Büros in Kyoto, Kudanminami, Chiyoda, Tokio, Etchūjima, Koto und Tokio sowie Fertigungsstätten in Kyoto, Yasu, Shiga, Hikone und Taga, Shiga.

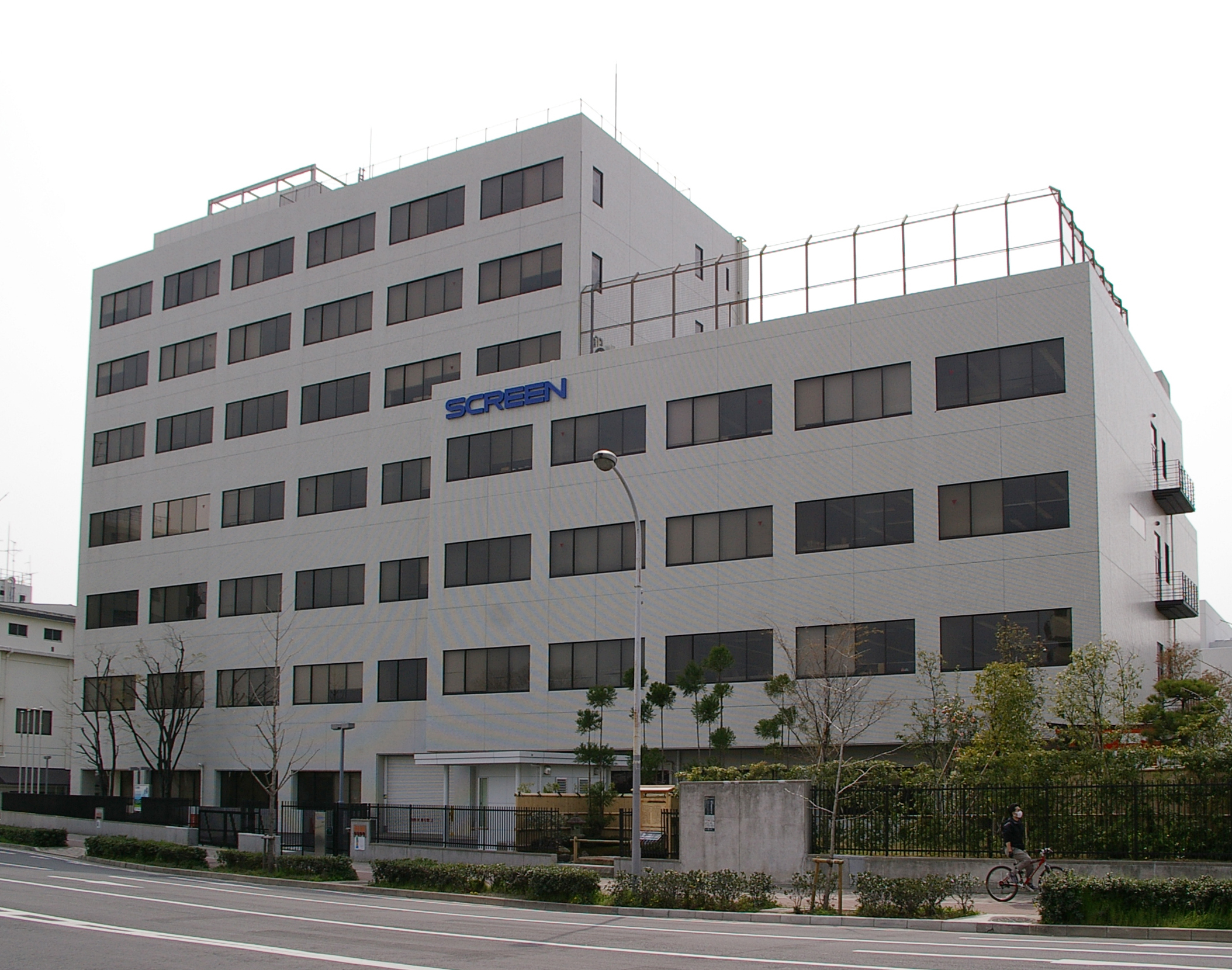
Konzernzentrale in Japan der damaligen Dainippon Screen Seizō K.K.

Des Weiteren besitzt die Screen Holdings mehrere Tochtergesellschaften in Japan, den Vereinigten Staaten von Amerika, dem Vereinigten Königreich, Deutschland, den Niederlanden, China, Hongkong, Südkorea, Taiwan, Singapur und Australien.
Das Unternehmen vertreibt seit 1993 die Schriftfamilie Hiragino, die unter anderem Teil der integrierten Schriftarten in macOS und iOS ist.